# 源義次
源 義次（みなもと の よしつぐ/尾頭 義次 おとう よしつぐ/鬼頭 義次 きとう よしつぐ）は、平安時代末期の武将。鬼頭氏の祖。尾頭次郎義次の名前で知られている。

## 概要
闇之森八幡社社伝によると、保元の乱で破れた源為朝が伊豆大島に流罪となるが、流刑先の島で出来た子とされる尾頭次郎義次が尾張国愛知郡古渡へ来たとされる。
幼い頃から父譲りの豪腕で、産まれた時に蛇が首に巻きつき、頭と尾を後ろに垂れていたという日本霊異記の道場法師に因み「尾頭」姓を名乗った。
義次は土御門天皇の命により当時紀伊国で暴れていた盗賊である鬼党の頭を討伐し、その功績により古渡一帯の領地を賦与され、その際に朝廷から「鬼頭」の姓も与えられた。
現在では「尾頭町」「尾頭橋」などの地名としてかつての領地の名残が名古屋市内残っている。

## 生涯
源為朝の次男で、父である為朝が亡くなった後に母ゆかりの地の熱田大宮司の庇護のもとに育てられて成人した。
また義次も為朝同様に、剛勇の士として知られており、力がともて強かったとされる。
この尾頭義次が尾頭城を築くエピソードが残っている。
鎌倉時代初期の頃、南紀（現在の和歌山県南部）地方で『鬼党』という悪党集団が暴れていた。
これに困った土御門天皇は義次に鬼党を退治する様に勅命を出します。
義次は激戦の末、見事に鬼党を退治して、土御門天皇から『鬼頭』の姓と尾張国に領地を賜り、その後は鬼頭義次と名乗り、現在の熱田区尾頭町周辺に住んだとされる。
その後、子孫は代々『八郎』を名乗り、この地に住んだといわれている。

## 系譜
- 父：源為朝
- 母：伊豆大島の女性？
- 正室：？
  - 男子：？
  - 女子：？